# Hydrops
Hydrops es un género de serpientes de la familia Colubridae y subfamilia Dipsadinae. Incluye tres especies que se distribuyen por buena parte de Sudamérica. 

## Especies
Se reconocen a las siguientes especies:
- Hydrops caesurus Scrocchi, Lucia-Ferreira, Giraudo, Avila & Motte, 2005 - Bolivia, Brasil central, Paraguay y norte de Argentina.
- Hydrops martii (Wagler, 1824) - Cuenca amazónica.
- Hydrops triangularis (Wagler, 1824) - Oeste de Sudamérica, de Venezuela a Bolivia.